# Dryaderces inframaculata
Espèce
Synonymes
- Hyla inframaculata Boulenger, 1882
- Osteocephalus inframaculatus (Boulenger, 1882)

Statut de conservation UICN

 DD  : Données insuffisantes
Dryaderces inframaculata est une espèce d'amphibiens de la famille des Hylidae.

## Répartition
Cette espèce est endémique de l'État du Pará au Brésil. Elle se rencontre dans les environs de Santarem,.

## Publication originale
- Boulenger, 1882 : Catalogue of the Batrachia Salientia s. Ecaudata in the collection of the British Museum, ed. 2, p. 1-503 (texte intégral).